# José Saenz d'Aguirre
José Saenz d'Aguirre (Logroño, 24 de março de 1630 - Roma, 19 de agosto de 1699) foi um cardeal do século XVII

## Biografia
Nasceu em Logroño em 24 de março de 1630.
Entrou na Ordem de São Bento de Monte Cassino (beneditinos); estudou na Universidade de Salamanca, onde se doutorou em teologia.
Ordenado. Durante quinze anos, diretor de estudos do mosteiro de San Vicente, Salamanca; e mais tarde seu abade. Presidente geral de sua ordem na Espanha. Prior do mosteiro de San Millán de la Cogolla de Suso, La Rioja. Professor de teologia dogmática e Sagradas Escrituras na Universidade de Salamanca. Censor e secretário do Conselho Supremo da Inquisição na Espanha. Refutou veementemente as proposições da Declaração do clero galicano de 1682, publicando Auctoritas infallibilis et Summa Cathedra Sancti Petri .
Criado cardeal sacerdote no consistório de 2 de setembro de 1686; o papa enviou-lhe o barrete vermelho com um breve apostólico datado de 7 de setembro de 1686; entrou em Roma incógnito em 18 de junho de 1687, após uma viagem de dois meses por Barcelona, Narbonne, Avignon, Milão e Bolonha; recebeu o gorro vermelho e o título de S. Balbina em 10 de novembro de 1687. Viveu em Roma de 1687 até sua morte. Foi membro da Sagrada Congregação Suprema do Santo Ofício, e das Congregações do Conselho, dos Ritos e do Índice. Participou do conclave de 1689, que elegeu o Papa Alexandre VIII. Participou do conclave de 1691, que elegeu o Papa Inocêncio XII. Optou pelo título de S. Maria sopra Minerva, em 30 de agosto de 1694. Sua saúde precária na segunda metade de 1694 fez com que o cardeal fosse a Nápoles em fevereiro de 1695 e lá permanecesse por mais de um ano, viajando apenas para a abadia beneditina de Monte Cassino. Ele escreveu extensivamente sobre filosofia, teologia e história eclesiástica e foi um dos mais ilustres teólogos espanhóis do final do século XVII. Seu trabalho árduo debilitou sua saúde e por muitos anos ele sofreu de epilepsia.
Morreu em Roma em 19 de agosto de 1699, perto das 2 da manhã, de apoplexia, no palácio dos Magnanelli, na piazza Spagna , Roma. Exposto na igreja de S. Giacomo degli Spagnoli, Roma, onde se realizou o funeral a 21 de agosto de 1699, e sepultado na capela de S. Ildefonso, naquela igreja. A seu pedido, seu coração foi sepultado na igreja de Monte Cassino.